# عصر النفاث

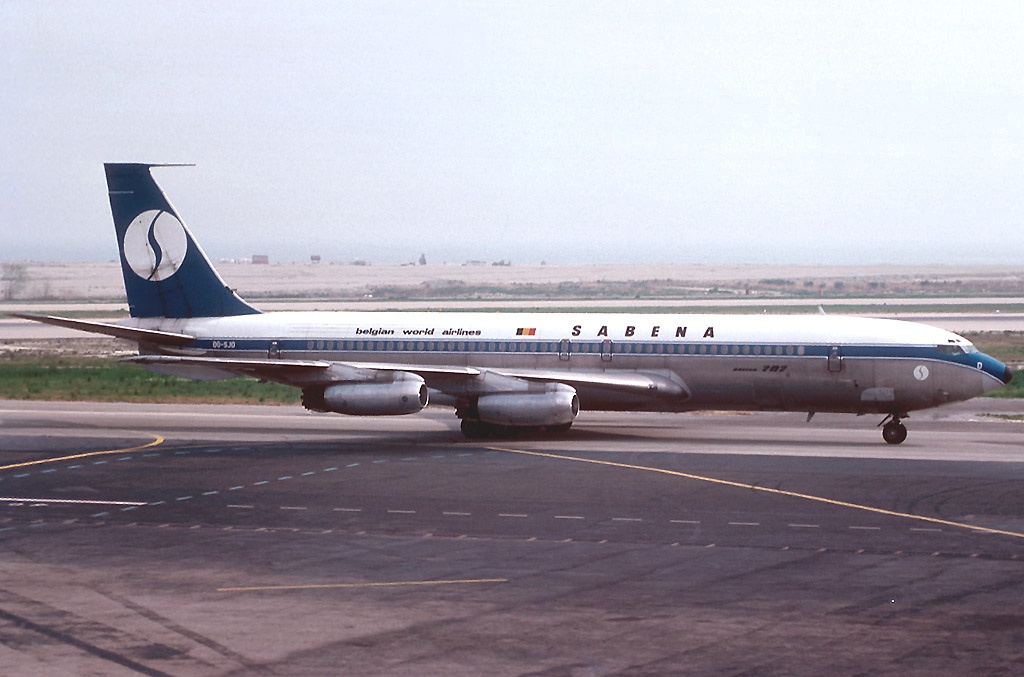
طائرة نفاثة.

عصر النفاث هو وصفٌ عام للحقبة التاريخية التي بدأت بإدخال محركات نفاثة على الطائرات المدنية التي تعمل في شركات الطيران.

## تاريخ الطيران
كانت أول طائرة مدنية نفاثة هي البريطانية دي هافيلاند كوميت (De Havilland Comet) وأول طيران تم لها كان في عام 1952، ولكن تلك النسخة من الطائرات واجهت مشاكل حقيقية بالتصميم أدت إلى كوارث خطيرة وسقوط، مما حدا للأسطول بأكمله أن يُمنع من الطيران نهائيا (طورت النسخ الجديدة منها وعملت تحت مسمى هوكر سيدلي نمرود). ولكن أول نجاح حقيقي لطائرة نفاثة كانت طائرة البوينغ 707، وبدأت بالخدمة عام 1958 على خط نيويورك - لندن. وفي تلك السنة تخطى عدد ركاب الطائرات عبر الأطلسي _ ولأول مرة - على عدد ركاب السفن. البوينغ 747 طائرة الجامبو كانت أول طائرة ذات جسم عريض مما حدا بالإسراع بالتطور في عصر الطيران.

## التاريخ الاجتماعي
تمكنت الطائرات الضخمة بعد تزويدها بمحركات توربينية من الطيران بارتفاعات أعلى وأسرع وأفضل من الطائرات ذات المكائن المروحية القديمة، مما جعل عبور القارات والمسافات الشاسعة سهل وميسر، فعلى سبيل المثال: يمكن للطائرة من عبور الأطلسي أو الهادئ بدون توقف إلى المحطة الأخرى، مما يمكن الوصول إلى أجزاء كثيرة من العالم خلال يوم واحد وبرحلة واحدة. وأيضا الطائرات الضخمة يمكنها من حمل ركاب أكثر وبأسعار أقل عما كانت سابقا (مقارنة بالتضخم)، لذلك تيسر للناس من جميع الطبقات السفر خارج أوطانهم من أماكن بعيدة. وقد يشبه هذا التنقل إلى درجة بعيدة السفر عبر السكك الحديدية بالقرن الـ 19.
كان من المتوقع إن يكون دخول طائرة الكونكورد مجال الطيران عام 1976 قد حقق بعض التغيرات الاجتماعية، ولكنها لم تجلب النجاح التجاري وخاصة بعد حادثة باريس عام 2003 التي سببت بمنع الأسطول بأكمله من الطيران مجددا.